# Élodie Serrano
Pour les articles homonymes, voir Serrano.
Élodie Serrano, née le 25 septembre 1989, est une romancière et nouvelliste française.

## Œuvres

### Romans
- Baleines célestes, Allassa, coll. « Plume d'Azur », 2018  (ISBN 979-10-94786-32-1)[2]
- Cuits à point, ActuSF, coll. « Bad Wolf », 2020  (ISBN 978-2-37686-237-6)[3]
- Cavale Royale, éditions Malysa, 2022  (ISBN 978-2-491537-16-6)[4]
- Les Étoiles ne fileront plus, Goater,année=2024  (ISBN 978-2-38367-022-3)[5]

### Recueil de nouvelles
- Rébellion saurienne, Vagabonds du Rêve, 2022  (ISBN 979-10-91437-31-8)
- Le Sort en est jeté, Malpertuis, 2017  (ISBN 978-2-917035-51-1)[6]

### Nouvelles
Par ordre chronologique de publication des nouvelles :
- Au fond du puits, 2015
- Visite guidée de R’lyeh, 2015
- Je suis un dragon, 2016
- Muse à vendre, accepte âmes, 2016AOC n° 39, hiver 2016
- Sorcière, 2016
- La Marionnettiste, 2017
- La Mort au tournant, 2017
- L'Attaque des vaches zombies, 2017
- Belle, 2017
- Une Bonne nouvelle, 2017
- Buffet à volonté, 2017
- Ceci est mon corps, 2017
- Le Collectionneur d’étoiles, 2017
- Communion, 2017
- Créatures ratées anonymes, 2017
- Du coin de l’œil, 2017
- Festin nocturne, 2017
- Payer pour ses crimes, 2017
- Plus vrai que nature, 2017
- Querelle de voisinage, 2017
- Un capybara, et que ça saute !, 2017
- La Vengeance dans le feuillage, 2017
- Le Voleur de mots, 2017
- Renifleurs de mort, 2017Gandahar n° 9 : Paradoxes temporels, juin 2017
- La Pièce manquante, 2018Le Novelliste n° 2, septembre 2018
- Insignifiante, 2018
- Au cœur du végétal, 2019
- Ensemble sinon rien, 2019
- La Nuit de la louve, 2019